# 相生湾
座標: 北緯34度46.5分 東経134度27.8分 / 北緯34.7750度 東経134.4633度

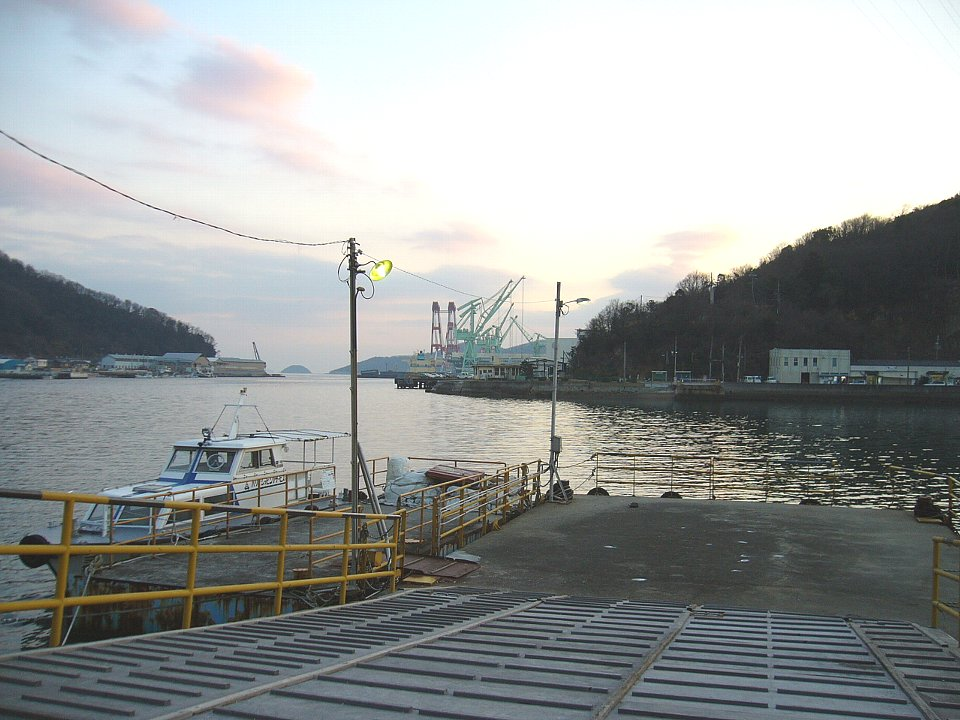
夕刻の相生湾。かつて対岸まで皆勤橋が架かっていた（2006年1月）

相生湾（あいおいわん）は、兵庫県相生市南部に位置し、播磨灘に面する湾。

## 地理
瀬戸内海の湾の中でも特にいりくんだ地形である。湾の両端には金ヶ崎と釜崎、湾の出口には蔓島があり、西岸からは佐方川、東岸からは御津山脈からの芋谷川がそそぎ込んでいる。湾内は相生港（地方港湾）に指定されている。
東岸には国道250号、西岸には県道568号が通っている。西岸には関西電力の火力発電所、IHIの相生工場、東岸には下水処理場がある。
相生湾岸は永く日本有数の造船地帯であった。湾奥に箱舟を並べて橋とし、相生市街と造船所の約200mを結ぶ皆勤橋が知られていた（1943年開通、2002年廃橋）。
相生湾南部は瀬戸内海国立公園の一部になっている。